# Emili Beüt

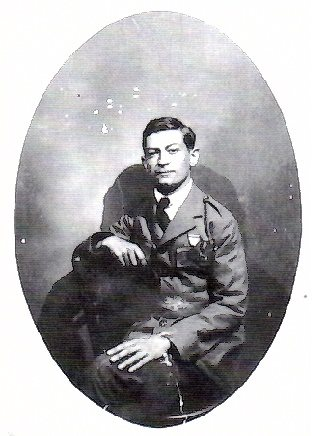
Emili Beüt en uniforme de explorador (c. 1927).

Emili Beüt Belenguer (Valencia, 1902-Valencia, 1993) fue un escritor y pedagogo español, presidente de Lo Rat Penat.

## Actividad cultural
Antes de la Guerra Civil colaboró con la Asociación Protectora de la Enseñanza Valenciana y elaboró un proyecto de comarcalización de la Comunidad Valenciana, tarea seguramente facilitada por el gran conocimiento que tenía de esta dado que era un destacado excursionista. 

### Escultismo
Fue un dirigente destacado de los Exploradores de España en la región valenciana, abogando por un cambio pedagógico del entonces programa vigente, más descentralizado y menos militarista, y aproximarse hacia el escultismo de Robert Baden-Powell. Fue artífice de la creación de la Federación Regional Valenciana de Exploradores en 1927. Fundador del Centre Excursionista de Valencia en los años 1930, iniciativa que se vio truncada con el estallido de la guerra civil.
Después de la guerra civil, forma el «Clan Drac Alat» y los scouts valencianos se organizaron como «Boy Scouts del País Valencià» en 1943 y junto a «Minyons de Muntanya-Boy Scouts de Catalunya» formaron el 30 de marzo de 1947 la Federación Ibérica de Escultismo, de la que Beüt fue presidente. En agosto de 1945 organizó un campamento en la Font Roja de Alcoy, pero fue detenido y encarcelado durante tres días por la guardia civil por actividades subversivas, librándose de una condena gracias a la intervención de Víctor José Jiménez y Malo de Molina, antiguo explorador y militar afín al régimen.

### Actividad literaria
Durante el franquismo, publicó obras literarias en la Editorial Torre fundada por Xavier Casp y Miquel Adlert. Colaboró en las revistas mensuales Sicània y Valencia cultural y fue miembro de la Fundación Gaietà Huguet que concede anualmente un premio sobre un trabajo lingüístico en lengua catalana.
Publicó, entre otros, los libros Camins d'argent (1950-57), y la antología Els paisatges i pobles valencians descrits pels nostres escriptors (1966).

## Actuación como presidente deLo Rat Penat
El 27 de noviembre de 1972 fue nombrado presidente de esta entidad cultural. Dos años después fue ratificado en el cargo reglamentariamente y cuatro años después, al retirarse la candidatura enfrentada a sus planteamientos, de Xavier Casp, Beüt fue ratificado. 
Durante la presidencia de Emili Beüt, tomaron el control de Lo Rat Penat movimientos sociales contrarios al mantenimiento de la unidad lingüística que hacía tradicionalmente desde su fundación esta entidad y esto forzó a varias personalidades culturales valencianistas como Manuel Sanchis Guarner a abandonar la institución.
Emili Beüt recibió muchas críticas que lo acusaban de catalanista y presentó la dimisión el 6 de noviembre de 1978 pero rectificó al ver que la situación comprometía la vida de Lo Rat Penat.
Finalmente el 9 de enero de 1980 los miembros de esta sociedad presentaron contra él y otros miembros de la Junta, un voto de censura que prosperó y Emili Beüt fue sustituido por Xavier Casp.